# Санта-Марта-дель-Серро
Санта-Марта-дель-Серро (ісп. Santa Marta del Cerro) — муніципалітет в Іспанії, у складі автономної спільноти Кастилія-і-Леон, у провінції Сеговія. Населення — 54 особи (2010).
Муніципалітет розташований на відстані близько 90 км на північ від Мадрида, 47 км на північний схід від Сеговії.

## Демографія
Динаміка населення (INE ):